# El infinito también duele

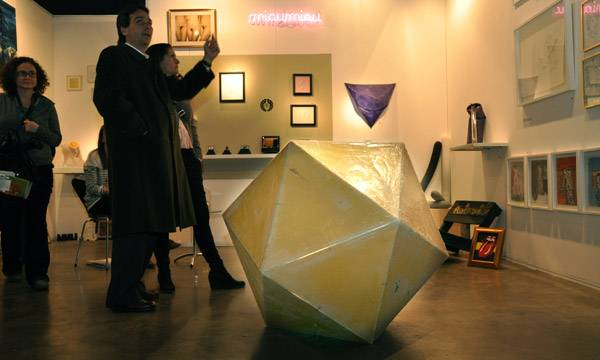
El infinito también duele, de Seth Wulsin, en ArteBA, 2010.

Infinity Also Hurts (El infinito también duele), es una escultura hecha de espejo, vidrio y silicona por el artista norteamericano Seth Wulsin. La escultura es parte de la serie de cápsulas icosaedras Time Drops in Decay (Pozos, Tumbas, Horcas), que fueron diseñadas para flotar a través de los océanos, recolectando, reflejando y dispersando información visual a la velocidad de la luz. Estas esculturas están construidas siguiendo una serie de reglas geométricas estrictas que les dan la capacidad de recolectar tiempo.
En junio de 2010, esta escultura fue expuesta por MiauMiau Estudio en ArteBA, donde Mauricio Macri, el alcalde de Buenos Aires, la rompió al empujar a un periodista dentro de ella. El hecho fue transmitido por la televisión nacional. Después de esto esta escultura fue renombrada por el artista como Infinity Also Hurts y acreditada con la capacidad de detectar la corrupción.
En una carta abierta, Wulsin reveló que la escultura formaba parte de una obra de contravigilancia, y mantenía que el incidente había revelado las verdaderas actitudes corruptas de los involucrados, Macri, Facundo Gómez Minujín (el presidente de ArteBA, y director de JP Morgan Chase en Argentina), Alejandro Corres (vicepresidente de ArteBA) y Pablo Camaití, el reportero de CQC.